# Dietrich Wersich

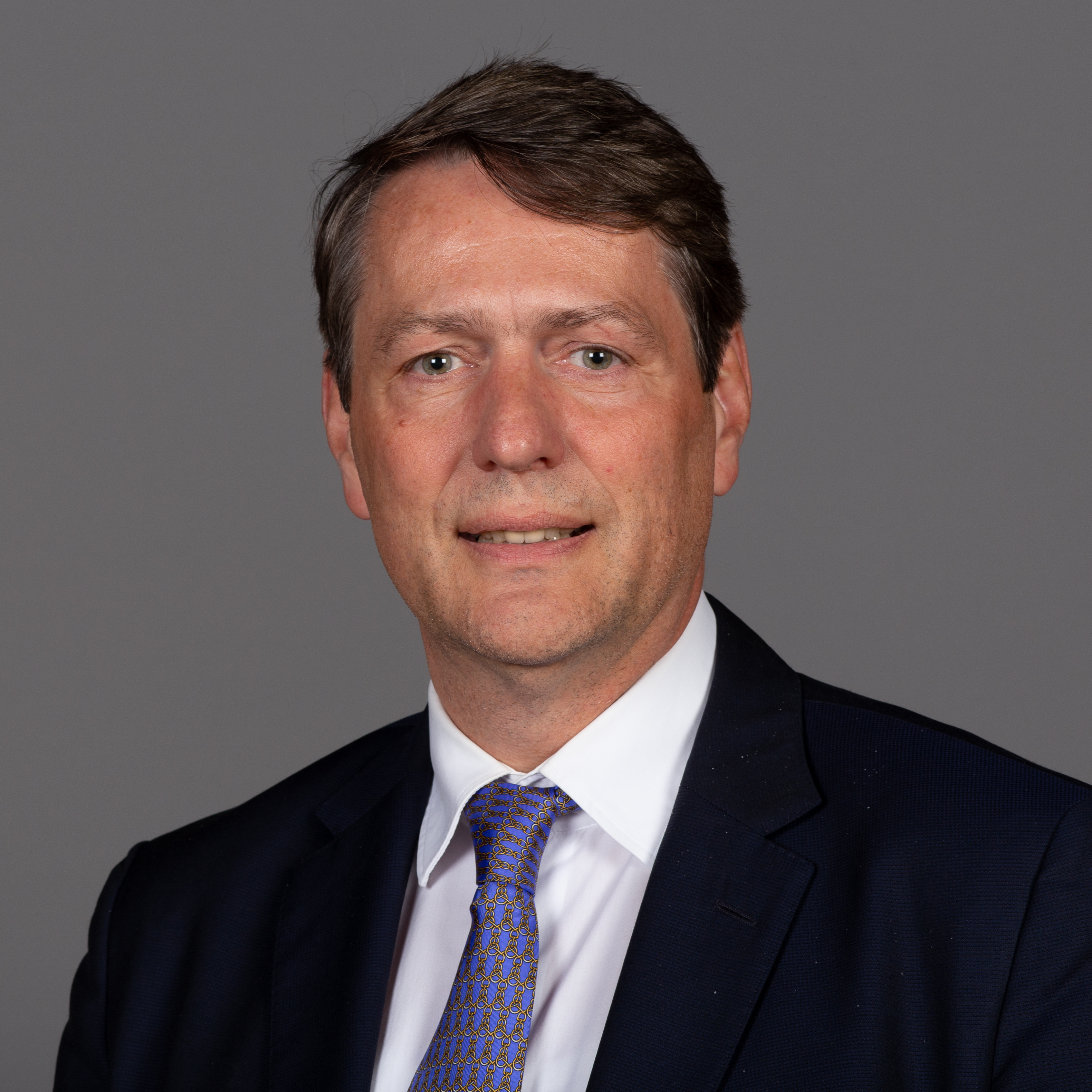
Dietrich Wersich 2018

Dietrich Wersich (* 27. April 1964 in Hamburg) ist ein deutscher Politiker (CDU). Ab dem 7. März 2011 bis zur Bürgerschaftswahl am 15. Februar 2015 war er Vorsitzender der CDU-Fraktion in der Hamburger Bürgerschaft.  Für die Bürgerschaftswahl in Hamburg 2015 war er Spitzenkandidat seiner Partei. Zuvor war er von 2008 bis zum 7. März 2011 Senator für Gesundheit und Soziales in Hamburg. Von November 2010 bis März 2011 war er zusätzlich auch Zweiter Bürgermeister und Präses der Behörde für Schule und Berufsbildung.

## Ausbildung und Beruf
Nach dem Abitur im Jahr 1984 am humanistischen Johanneum in Hamburg absolvierte er seinen Grundwehrdienst.
Von 1986 bis 1992 studierte Wersich Medizin an der Universität Hamburg. Anschließend arbeitete er bis 1999 im Krankenhaus AK Ochsenzoll, Krankenhaus Bethanien in den Bereichen Innere Medizin, Geriatrie und Gerontopsychiatrie. Es folgte von 2000 bis 2002 eine ärztliche Tätigkeit in Allgemeinmedizinpraxis und Chirurgiepraxis.
Neben seiner Berufstätigkeit als Arzt engagierte sich Wersich im kulturellen Bereich. 1995 gründete er die STAITSCH TheaterbetriebsGmbH für das Altonaer Theater, für die er bis 2004 als Gesellschafter-Geschäftsführer wirkte. 2002 erfolgte die Gründung der STAITSCH TheaterServiceGmbH, deren Geschäftsführer er ebenfalls war. 2003 übernahm er den Spielbetrieb der Hamburger Kammerspiele und des Harburger Theaters.

## Politik
Seit 1980 bekleidet er unterschiedliche Ämter in der CDU, u. a. von 1993 bis 2008 Ortsvorsitzender des Ortsverbandes Eppendorf/Hoheluft-Ost. Zudem war er Deputierter der Umweltbehörde, Bezirksabgeordneter und ist seit 2000 Mitglied im CDU Landesvorstand. Von 1997 bis 2004 und wieder ab 2011 war er Abgeordneter der Hamburgischen Bürgerschaft, dort unter anderem Gesundheitspolitischer Sprecher und Schriftführer des Gesundheitsausschusses, außerdem Mitglied des Sozialausschusses und des Haushaltsausschusses sowie von 2001 bis 2004 Mitglied des Wissenschaftsausschusses.
Ab dem 1. April 2004 gehörte Wersich als Staatsrat dem Senat Ole von Beusts an. Bis zum 30. April 2006 war er Staatsrat der Behörde für Wissenschaft und Gesundheit (Bereich Gesundheit). Ab dem 1. Mai 2006 war er Staatsrat der neu formierten Behörde für Soziales, Familie, Gesundheit und Verbraucherschutz. Im April 2008 wurde er im schwarz-grünen Senat zum Senator für Gesundheit und Soziales ernannt. Die Wahl und Vereidigung erfolgte am 7. Mai 2008. Nach dem Bruch der schwarz-grünen Koalition am 28. November 2010 wurden die GAL-Senatoren entlassen. Ihre Funktionen wurden am 30. November 2010 auf die verbliebenen Senatsmitglieder verteilt; Wersich übernahm dabei bis zur Neukonstituierung der Bürgerschaft infolge der Neuwahlen von Februar 2011 am 7. März 2011 die Amtsleitung der Behörde für Schule und Berufsbildung sowie das Amt des Zweiten Bürgermeisters. Nach der Neuwahl vom Februar 2011 bekleidet er das Amt des Vorsitzenden der CDU-Bürgerschaftsfraktion und ist zudem ihr kulturpolitischer Sprecher.
Am 29. Juni 2014 wurde Wersich vom Landesvorstand der Hamburger CDU zum Spitzenkandidaten für die Bürgerschaftswahl am 15. Februar 2015 nominiert. Er war damit Herausforderer von Olaf Scholz im Amt des Hamburger Ersten Bürgermeisters.
Bei der Bürgerschaftswahl selbst konnten sich Wersich und die CDU nicht gegen die SPD und den Ersten Bürgermeister Scholz durchsetzen. Die CDU sackte auf 15,9 Prozent der abgegebenen Stimmen ab und erzielte damit das schlechteste Wahlergebnis in der Geschichte der Hamburger CDU. Wersich verzichtete daraufhin auf eine erneute Kandidatur zum Fraktionsvorsitzenden der neuen CDU-Bürgerschaftsfraktion. Am 2. März 2015 wurde er mit 107 von 120 abgegebenen Stimmen zum Ersten Vizepräsidenten der Hamburgischen Bürgerschaft gewählt. Zudem ist er der Fachsprecher der CDU-Bürgerschaftsfraktion für Kultur und Kirchen. Am 23. Februar 2020 gelang Wersich bei der Bürgerschaftswahl in Hamburg 2020 der erneute Einzug in die Hamburger Bürgerschaft nicht. Bei der Bürgerschaftswahl 2025 wurde er wieder in die Bürgerschaft gewählt.

## Persönliches
Einer seiner vier Brüder ist der ehemalige Bürgerschaftsabgeordnete Ekkehart Wersich. Dietrich Wersich lebt zusammen mit seinem Partner.